# Кхунти (округ)
Кхунти (хинди खूंटी जिला; англ. Khunti) — округ в индийском штате Джаркханд. Образован 12 сентября 2007 года из части территории округа Ранчи. Административный центр — город Кхунти. Площадь округа — 2611 км². По данным всеиндийской переписи 2001 года население округа составляло 434 819 человек.